# 根城大橋

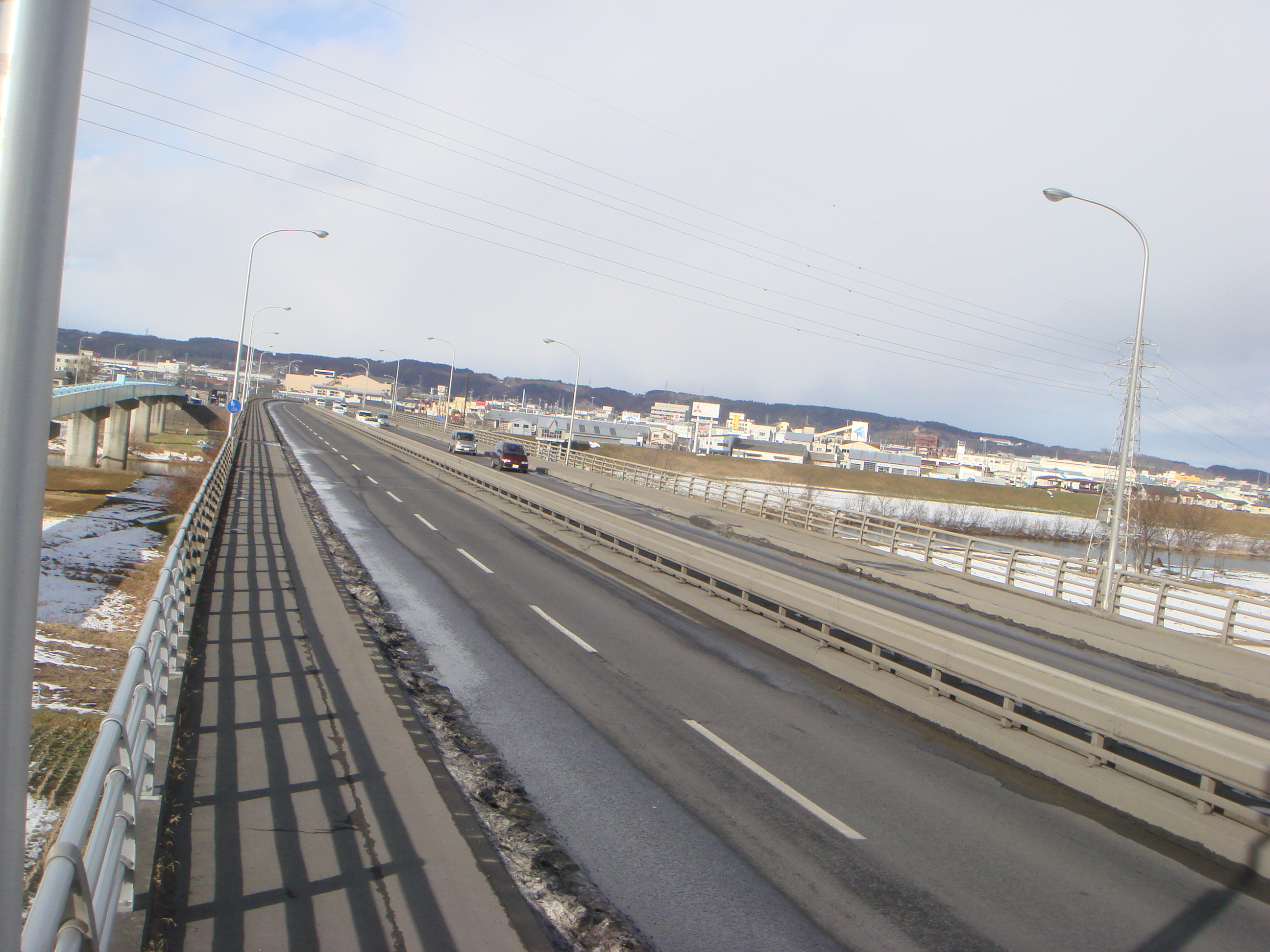
根城大橋

根城大橋（ねじょうおおはし）は、青森県八戸市に架かる橋である。

## 概要
根城大橋は市内を流れる馬淵川に架かる橋梁で、1979年（昭和54年）に開通した。市道3・4・8街路（ゆりのき通り）の一部であり、JR八戸駅から市街地へ移動するルートのひとつである。根城大橋は八戸市中心市街地の西側を流れる馬淵川に架かる片側4車線の橋梁である。橋梁の長さは340m。連続鈑桁橋。
八戸市内を南北に横断する重要な市道である。この橋の北側は前田地区を、東側は根城地区を結んでいる。このうち北側の前田地区や卸センター地区は準工業地域や工業地域であるため、工業整備団地や、八戸総合卸センター、八戸卸売市場などが立地している。さらに北側には八戸北インター工業団地などの事業所が多いため、交通量が多く朝夕渋滞が激しい。
一方根城地区側は、根城城址や八戸市博物館が立地する閑静な住宅街である。
- 事業費:不明
- 完工:1979年（昭和54年）
- 延長:340m
- 主径間:46.5m
- 車線数:4車線

- 発注:八戸市
- 施工:宮地、横河
- 鋼重:318t
- 総鋼重:1531
- 支間割（m）:45.5+46.5+45.5

## 歴史
1970年代に着工し、1979年（昭和54年）に供用を開始した。

## ライブカメラ
- 青森河川国道事務所「かわ」のひろば馬淵川ライブカメラ根城大橋で、根城大橋と馬淵川の様子がリアルタイムで観ることができる。